# Rima Agatharchides
Rima Agatharchides – rów  na powierzchni Księżyca o długości około 50 km. Znajduje się na obszarze Mare Nubium, na współrzędnych selenograficznych ☾ 20,0°S 28,0°W/-20,000000 -28,000000. Nazwa tego kanału została nadana w 1964 roku przez Międzynarodową Unię Astronomiczną i pochodzi od pobliskiego krateru uderzeniowego Agatharchides.